# Aislan
Aislan Paulo Lotici Back (* 11. Januar 1988 in Realeza) ist ein brasilianischer Fußballspieler, der in der Saison 2012/13 beim FC Sion in der Raiffeisen Super League spielte. Er besitzt neben der brasilianischen auch die italienische Staatsbürgerschaft.

## Karriere
Aislan spielte anfangs im Kader des FC São Paulo in der B-Mannschaft. Sein Debüt in der Série A hatte er am 18. April 2008 gegen den Club Athletico Paranaense. Das Spiel endete 1:1. Im selben Jahr wurde er mit dem FC São Paulo Brasilianischer Meister in der Série A. In der Saison 2009/10 wurde er freigestellt und er war Vereinslos.
Er wechselte zum FC Guarani in die Série B, also in die zweithöchste Liga in Brasilien. Sein erstes Spiel am 21. April 2011 gegen den Criciúma EC endete 2:2.
2012 wechselte Aislan zum FC Sion. Zuerst spielte er im FC Sion II. Sein erstes Spiel in der 1. Liga gewannen sie 3:1 gegen den ES FC Malley LS am 11. März. Sein Debüt in der Super League hatte er am 17. April 2012 gegen den FC Luzern. Das Spiel endete 0:0. Seit 2013 – nach den Erfahrungen bei FC Sion – spielte er nur noch in brasilianischen Clubs wie beispielsweise dem Náutico Capibaribe.

## Erfolge
- 2008, Brasilianischer Meister mit FC São Paulo